# Bolschoje Selo (Jaroslawl)
Bolschoje Selo (russisch Большо́е Село́) ist ein Dorf (selo) in der Oblast Jaroslawl in Russland mit 3522 Einwohnern (Stand 14. Oktober 2010).

## Geographie
Der Ort liegt knapp 60 km Luftlinie westnordwestlich des Oblastverwaltungszentrums Jaroslawl zu beiden Seiten des rechten Wolga-Nebenflusses Juchot, wenig unterhalb der Einmündung des linken Zuflusses Molokscha.
Bolschoje Selo ist Verwaltungszentrum des Rajons Bolscheselski sowie Sitz der Landgemeinde Bolscheselskoje selskoje posselenije. Zur Gemeinde gehören 184 weitere Dörfer, von denen nur zehn mehr als 100 Einwohner haben: Baikowo (7 km südöstlich), Dunilowo (4 km nördlich, das größte mit 560 Einwohnern), Gari (13 km nordwestlich), Igrischtschi (2 km südöstlich), Iwanzewo (14 km südwestlich), Miglino (12 km östlich), Nowoje (10 km westlich), Schamnino (nordwestlich anschließend), Selzo (nordöstlich anschließend) und Wyssokowo (13 km südlich); weitere 30 Orte haben mindestens 10 Einwohner, 92 unter 10 Einwohner und 52 keine ständigen Einwohner (Stand 2010).

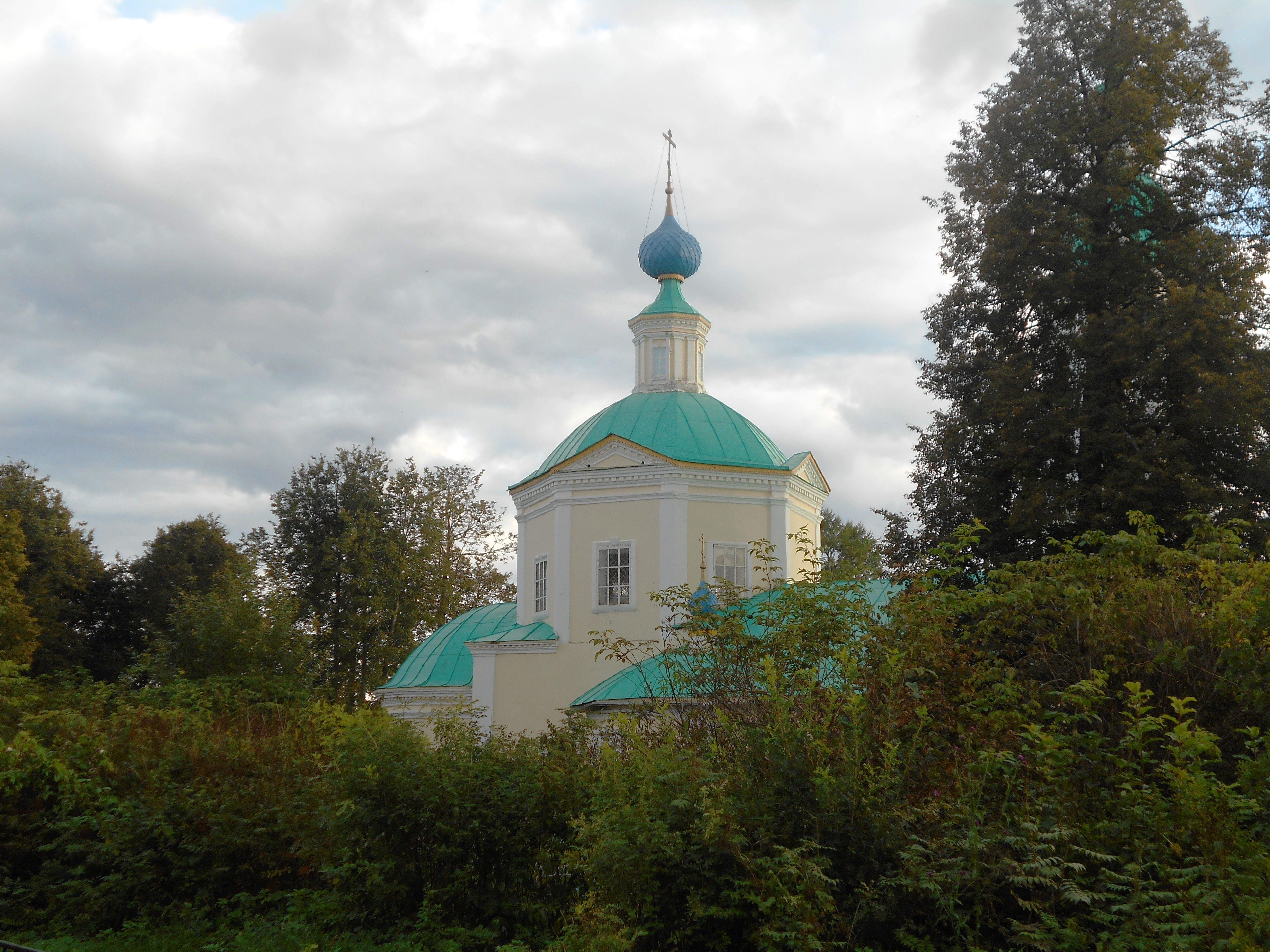
Paraskewa-Pjatniza-Kirche von 1714
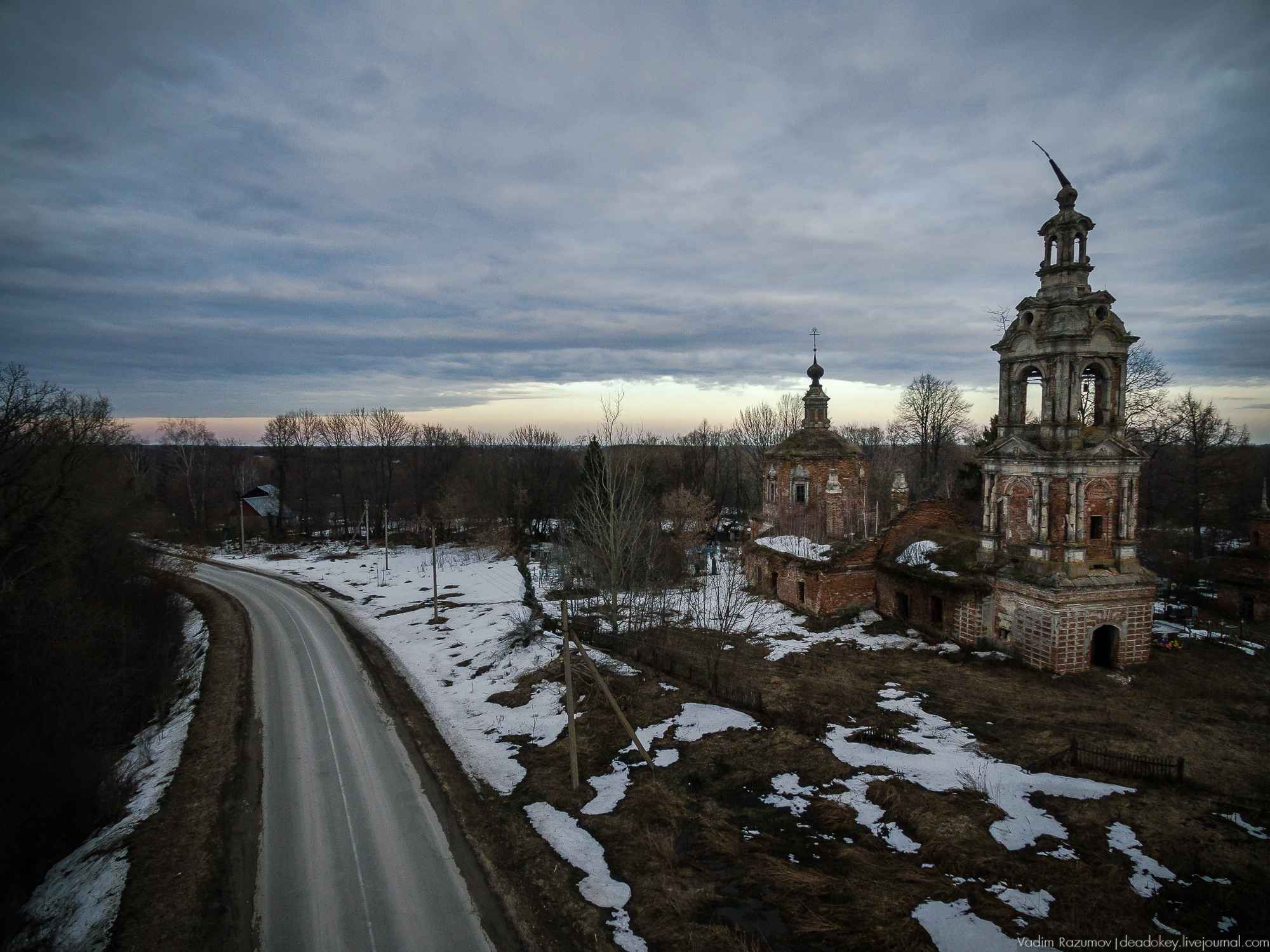
Ruinen der Konstantin-und-Helena-Kirche (1712) mit Glockenturm (1784)
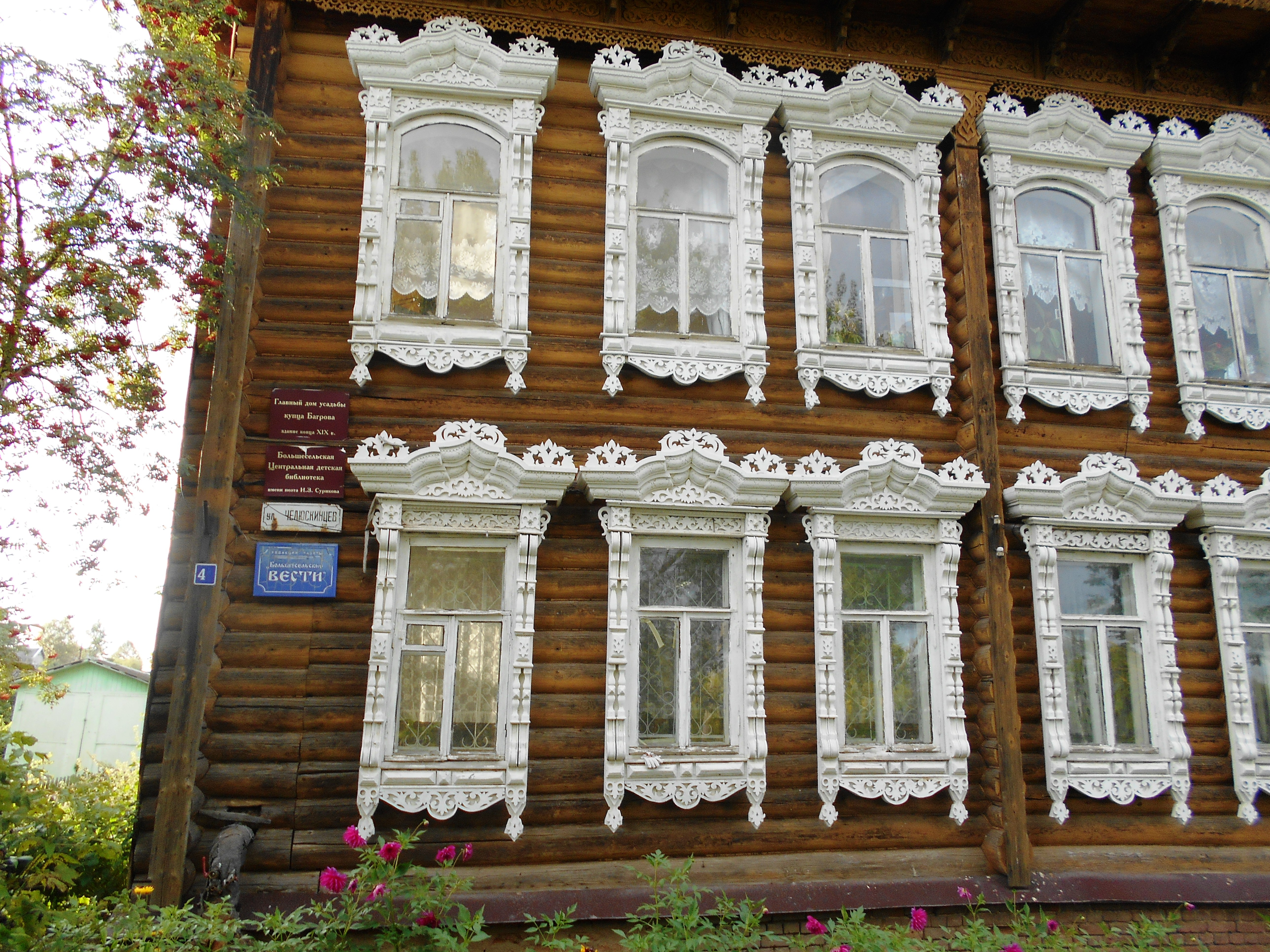
Holzhaus mit Schnitzereien, ursprünglich im Besitz des Kaufmanns Bagrow, heute Kinderbibliothek und Redaktion der Rajonzeitung
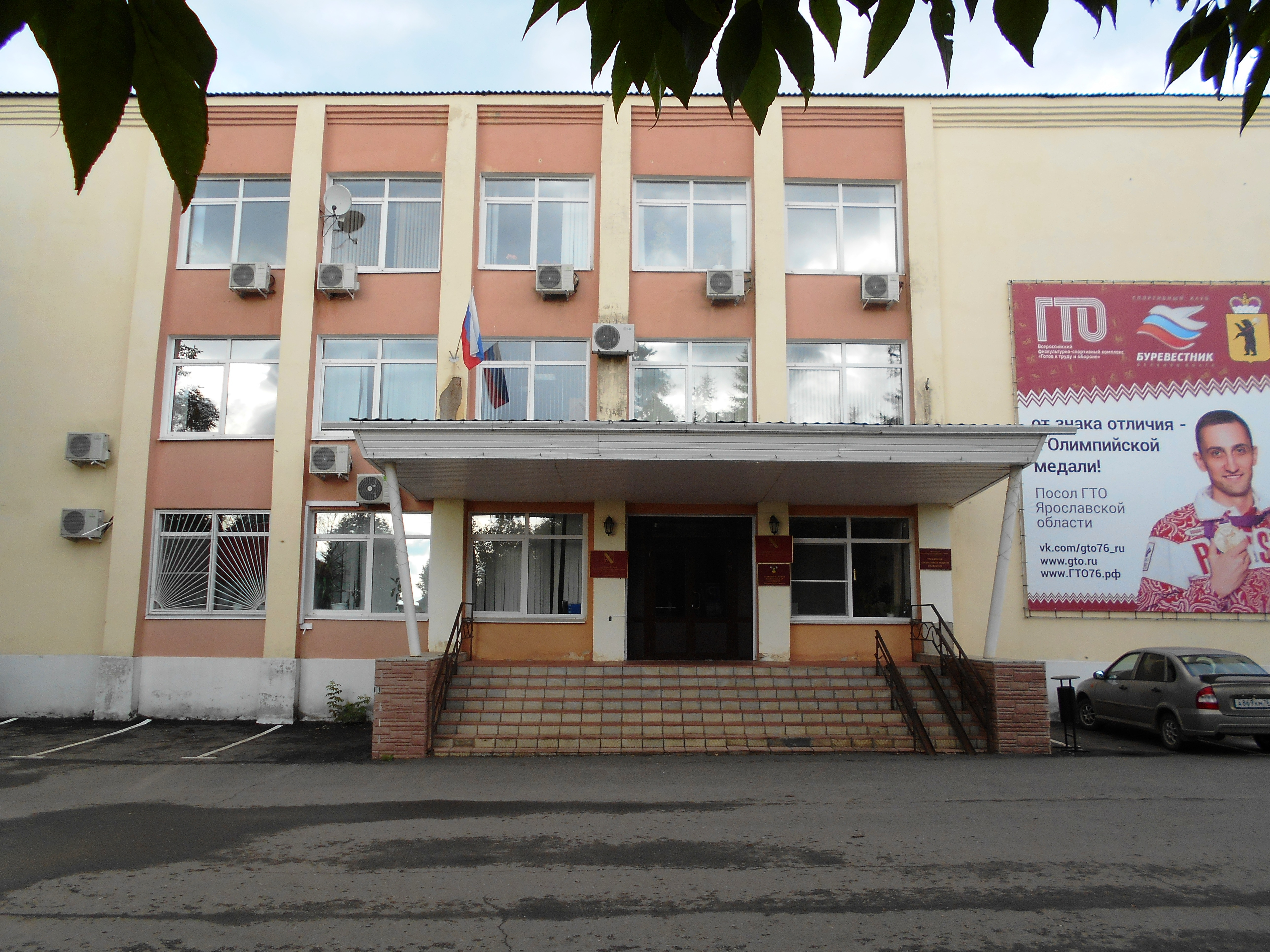
Gemeindeverwaltung
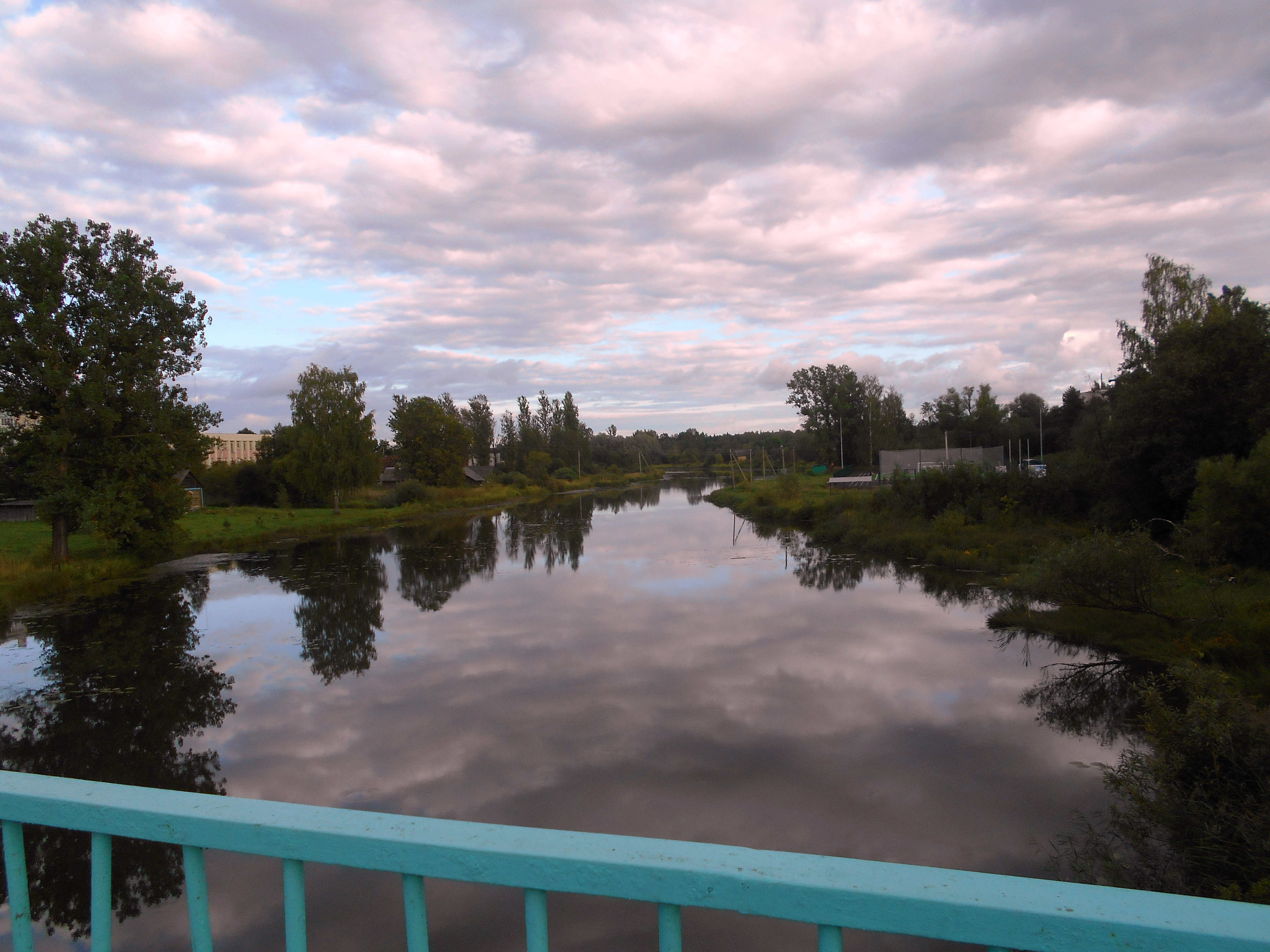
Der angestaute Fluss Juchot in Bolschoje Selo

## Geschichte
Das Dorf wurde unter dem heutigen Namen (wörtlich „Großes Dorf“) erstmals 1629 urkundlich erwähnt, ist aber vermutlich einige Jahrhunderte älter. Es gehörte zum Fürstentum Jaroslawl, in der Periode von dessen Zerfall bis ins frühe 15. Jahrhundert zum Teilfürstentum Nowlenskoje und zuletzt bis 1510 zum Fürstentum Juchot (oder Juchotskoje, wie auch das heutige Myschkin an der Mündung des namensgebenden Flusses in die Wolga), das bereits dem Großfürstentum Moskau tributpflichtig war. Von 1526 bis 1622 wurde das gesamte Gebiet vom russisch-litauischen Adelsgeschlecht Mstislawski kontrolliert. 1706 gelangte es unter Peter dem Großen in Besitz des Grafen Boris Scheremetew und gehörte in Folge bis zur Oktoberrevolution 1917 der Familie Scheremetew.
Nach Bildung der Statthalterschaft Jaroslawl 1777 beziehungsweise des Gouvernements Jaroslawl 1796 kam das Dorf zu dessen Ujesd Uglitsch, erlangte größere wirtschaftliche Bedeutung aber erst ab den 1820er-Jahren. 1861 wurde es Sitz einer Wolost, entstanden durch Aufteilung der vormaligen Juchotskaja wolost.
Nach mehreren administrativen Umgestaltungen in der frühen sowjetischen Periode wurde Bolschoje Selo am 25. Januar 1935 Sitz eines nach ihm benannten Rajons. Dieser war von 1963 bis 1965 zwischenzeitlich aufgelöst. 1971 erhielt Bolschoje Selo den Status einer Siedlung städtischen Typs, verlor ihn aber 1992 wieder.

### Bevölkerungsentwicklung
| Jahr | Einwohner |
| ---- | --------- |
| 1897 | 485       |
| 1939 | 1457      |
| 1959 | 1762      |
| 1970 | 1892      |
| 1979 | 3037      |
| 1989 | 3996      |
| 2002 | 3721      |
| 2010 | 3522      |

Anmerkung: Volkszählungsdaten

## Verkehr
Bolschoje Selo liegt an der Regionalstraße 78K-0002 von Jaroslawl nach Uglitsch. In nordöstlicher Richtung zweigt die 78K-0026 ab, die nach gut 30 km die dem rechten Wolga-Ufer von Rybinsk und Jaroslawl folgende 78K-0001 etwa auf halber Strecke zwischen Rybinsk und Tutajew erreicht. Nach Süden folgt die 78K-0034 zunächst der Molokscha aufwärts bis zur Rajongrenze, weiter als 78K-0035 ins gut 50 km von Bolschoje Selo entfernte benachbarte Rajonzentrum Borissoglebski.
An der 78K-0026 befindet sich etwa 20 km nordöstlich des Dorfes die nächstgelegene Bahnstation Lom an der Strecke Jaroslawl – Rybinsk – Bologoje (Streckenkilometer 332, Zählung ab Moskau über Jaroslawl).